# Orasiopa dora
Orasiopa dora är en tvåvingeart som beskrevs av Tadeusz Zatwarnicki 2002. Orasiopa dora ingår i släktet Orasiopa och familjen vattenflugor.
Artens utbredningsområde är Thailand. Inga underarter finns listade i Catalogue of Life.